# Ulrich Hoyer
Ulrich Hoyer (* 4. Juni 1938 in Weimar; † 21. Juli 2020) war ein deutscher Philosoph.

## Leben
Ulrich Hoyer studierte von 1958 bis 1965 Physik an der Universität Mainz und der Universität Wien und legte 1965 das Examen als Diplomphysiker ab. 1969 wurde er in Mainz mit der Arbeit „Der atomare Bremsquerschnitt verschiedener Gase für Alphateilchen im Umladungsgebiet“ zum Dr. rer. nat. promoviert. 1973 habilitierte er sich für Geschichte der Naturwissenschaften an der Universität Stuttgart, 1975 erhielt er einen Ruf auf die Professur für Philosophie, unter besonderer Berücksichtigung der Wissenschaftstheorie, an der Westfälischen Wilhelms-Universität in Münster. 2003 wurde er emeritiert. Er hatte eine Gastprofessur für Naturphilosophie an der privaten Gustav-Siewerth-Akademie inne.
Hoyers Arbeitsgebiete und Hauptforschungsgebiete waren die Geschichte und die Grundlagen der Physik, insbesondere der Quanten- und der Relativitätstheorie. Sein besonderes Forschungsinteresse galt dem Problem der Interpretation der Quantenmechanik, für das er eine Lösung auf stochastischer Grundlage suchte. Zur modernen Relativitätstheorie, von deren wissenschaftlicher Endgültigkeit er mit Dingler und anderen Skeptikern nicht überzeugt war, unterbreitete er Gegenvorschläge, und er forderte eine Rückkehr zur rationalen analytischen Methode der klassischen Physik. Er vertritt den Standpunkt, für galileische Bezugssysteme sei die Galilei-Transformation im Gegensatz zur Lorentz- oder Voigt-Transformation uneingeschränkt gültig. Auf dem Gebiet der Kosmologie stellt er die Richtigkeit der Urknall-Hypothese in Frage.
Hoyer war langjähriger Stiftungsratsvorsitzender der Hugo-Dingler-Stiftung, Aschaffenburg, und förderte als solcher die Drucklegung wissenschaftlicher Sachbücher auf den Gebieten Philosophie, Wissenschaftstheorie und Wissenschaftsgeschichte. Anlässlich der Jahresversammlung des Stiftungsrats
am 8. März 2019 trat er aus Altersgründen von diesem Amt zurück wie auch als Mitglied des Kuratoriums der Stiftung.

## Werke (Auswahl)
- Die Geschichte der Bohrschen Atomtheorie – Weinheim : Physik Verlag, 1974. – ISBN 3-87664-022-9.
- Wellenmechanik auf statistischer Grundlage -- Ein neuartiger Zugang zum wellenmechanischen Atommodell mittels eines Diskontinuitätspostulats ohne widersprüchliche Konsequenzen. Institut für die Pädagogik der Naturwissenschaften an der Universität Kiel, IPN-Arbeitsberichte, Kiel 1983, 110 Seiten.
- Kampf zweier Weltanschauungen: Metaphysik zwischen Naturwissenschaft und Religion im Werk Gideon Spickers. Herausgegeben von Ulrich Hoyer und Harald Schwaetzer. – Hildesheim ; Zürich : Olms, 1999 – ISBN 3-487-10935-2.
- Philosophie und Wissenschaftstheorie, Beiträge: Ulrich Hoyer, Klaus Mainzer, Werner Strombach. – Schwerte, 198.
- Eine Religion in philosophischer Form auf naturwissenschaftlicher Grundlage: Gideon Spickers Religionsphilosophie im Kontext seines Lebens, seines Werkes, seiner Zeit. Zweites Gideon-Spicker-Symposion, herausgegeben von Ulrich Hoyer et al. Hildesheim; Zürich: G. Olms, 2002 – ISBN 3-487-11589-1.
- Synthetische Quantentheorie – Hildesheim, Zürich: Olms, 2002, ISBN 3-487-11762-2
- Hugo Dinglers Methode der Physik. Zur 50. Wiederkehr des Todestages Dinglers in Wissenschaft und Leben: Philosophische Begründungsprobleme in Auseinandersetzung mit Hugo Dingler Herausgeber Peter Janich, transcript Verlag, 31. Juli 2015 - 274 Seiten
- zusammen mit Hans H. Sallhofer: Fallstrick Kopenhagener Deutung: Gespräche über die Quantentheorie. Wien: Universitas, 2007 – ISBN 978-3-8004-1477-2

Als Herausgeber
- Niels Bohr: Work on atomic physics (1912–1917) / ed. by Ulrich Hoyer. Amsterdam: North-Holland, 1981. (Collected works / Niels Bohr; vol. 2) – ISBN 0-7204-1802-X.
- Mitherausgeber der Fachzeitschrift Existentia: An International Journal of Philosophy, Szeged, Budapest, Frankfurt am Main, Münster und Miami.